# Närlunda, Ekerö kommun

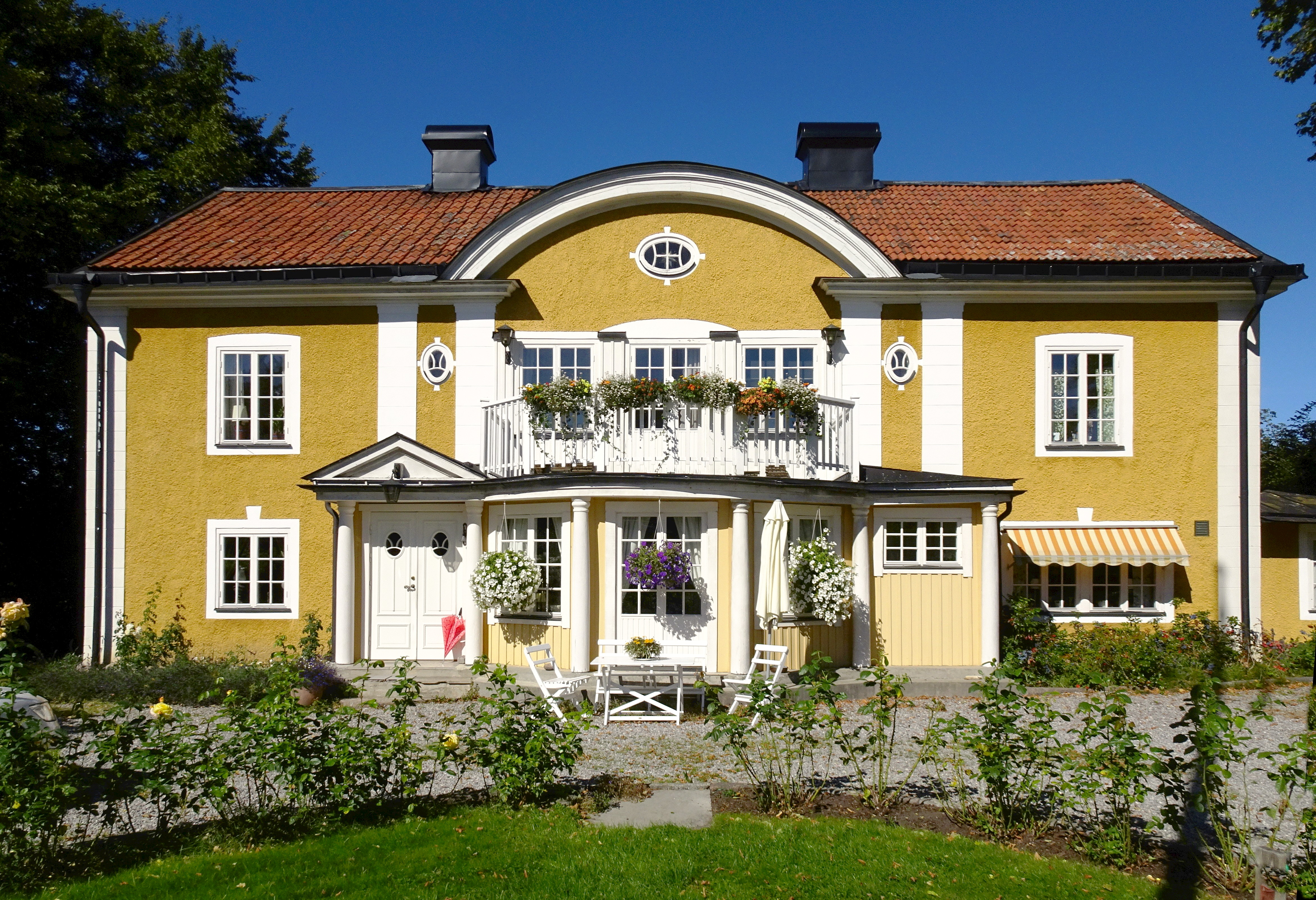
Närlunda gårds huvudbyggnad, 2016.

Närlunda är ett bostadsområde i tätorten Ekerö i Ekerö kommun. 

## Närlunda gård

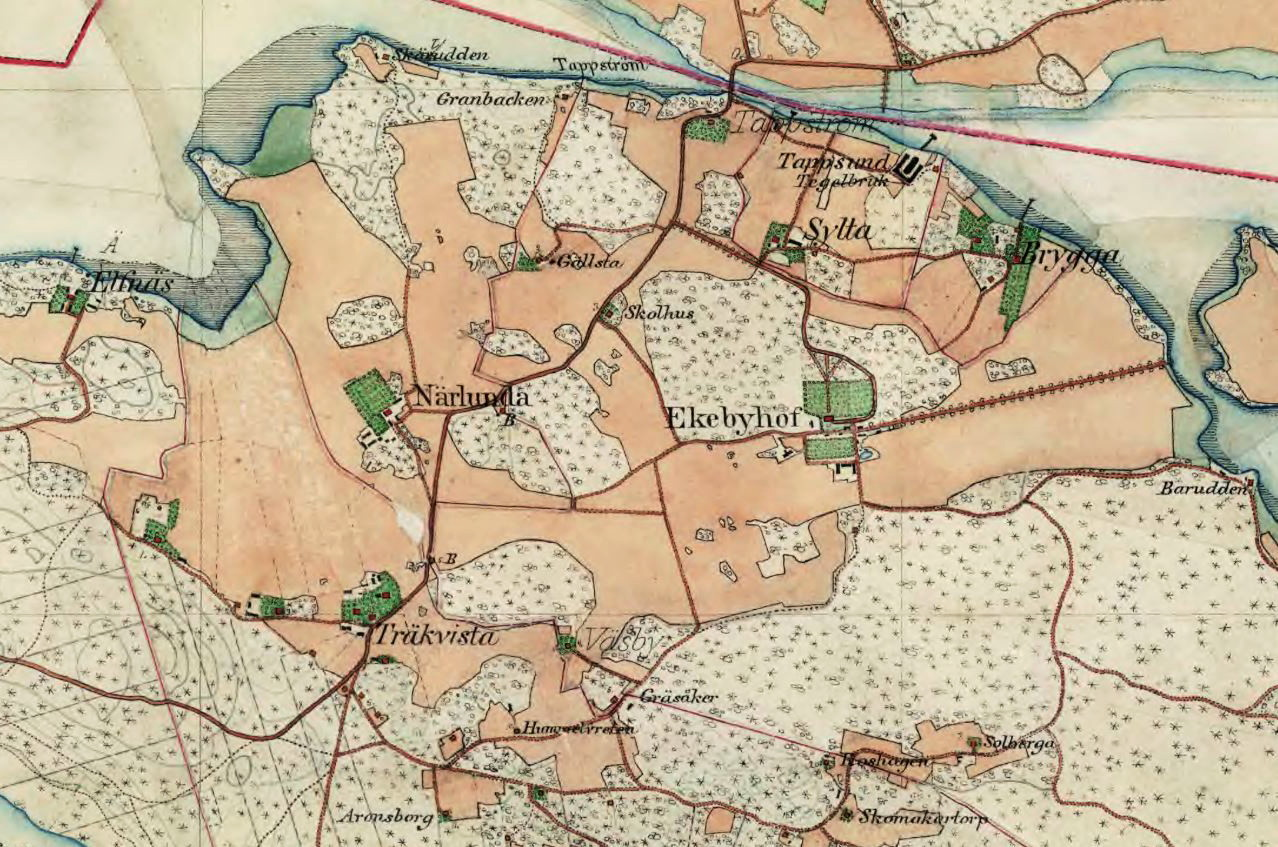
Närlunda omkring 1901.

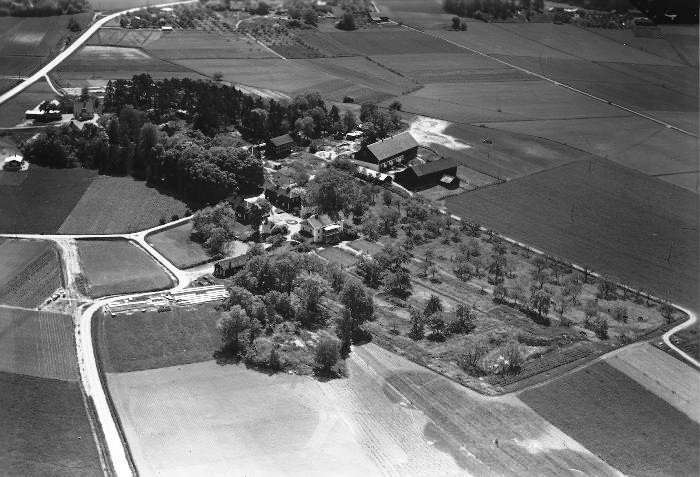
Närlunda gård på 1940-talet.

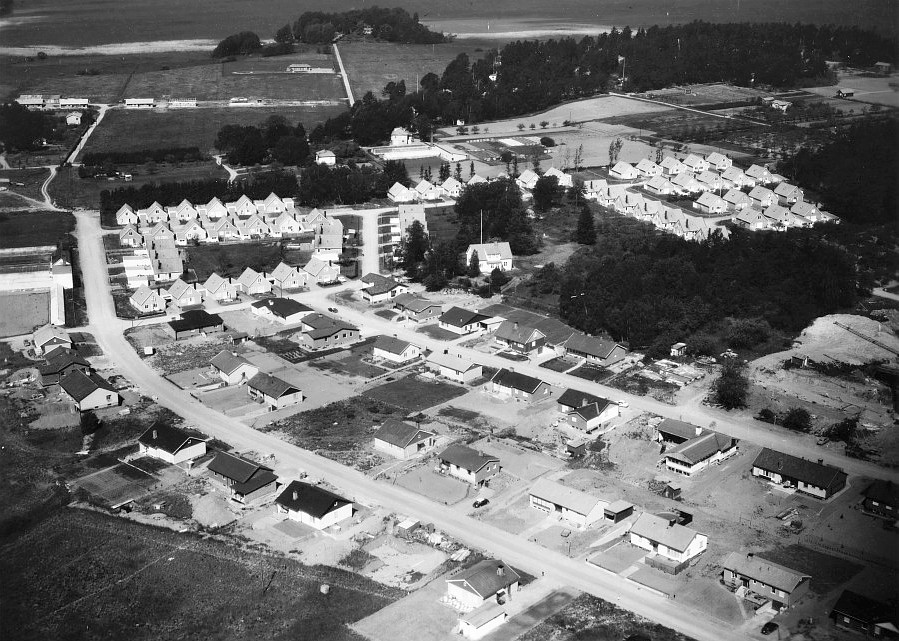
Närlunda och Träkvista 1966.

Platsen var bebodd redan på järnåldern. Namnet Närlunda kan hänföras till en offerlund till den germanska moder- och fruktbarhetsgudinna Nerthus. 
Orten har sitt namn efter Närlunda gård vars bevarade huvudbyggnad med två fristående flyglar ligger vid nuvarande Närlunda gårds väg 8 och har anor från 1600-talet. Platsen nämns dock i skriftlig form mycket tidigare som in nærdholundum år 1329. I ett dokument från 1361 talas om Närthelunda och 1449 om Anidrs ij nærdalunda.
Kring sekelskiftet 1900 dominerades området av skogs- och åkermark. Bebyggelsen bestod, utöver gården med sina ekonomibyggnader, av några torp som Skärudden, Granbacken och Gällsta. Norr om huvudbyggnaden låg en stor fruktträdgård, som är delvis bevarad. Vid Ekerövägen låg ett skolhus.

## Dagens Närlunda
Orten är väl samlad och begränsas i söder av Ekerövägen och i norr av Långtarmen, en fjärd i Mälaren. I väster ansluter Älvnäs, i öster Tappström och i söder Träkvista.
På 1940- och 1950-talen uppfördes ett stort antal fristående villor i Närlunda tomtområde, som gränser mot Långtarmen. Den gällande detaljplanen för Närlunda fastställdes 1962. Därefter bebyggdes Närlundas centrala och södra delar med övervägande  rad- och kedjehus. År 2011 fastställde Ekerö kommun ett tillägg i detaljplanen för västra Närlunda, som bland annat reglerar begränsningar gällande den befintliga bebyggelsens storlek.
Mitt i området ligger Närlundaskolan från 1970. Skolan är en två-parallellig F-5 skola (från förskola till årskurs 5) med cirka 300 elever. I södra delen märks Ekgården med äldreboende.